# Pablo Enrique Amaro
Pablo Enrique Amaro (Turín, 6 de enero de 1982) es el portero de la Selección de fútbol de la Ciudad del Vaticano. Juega en el Sociedade Sportiva Vaticano.

## Selección nacional
Disputó 5 partidos con su selección, recibiendo 24 goles.

## Clubes
| Club                     | Año   | País                | Traspaso |
| ------------------------ | ----- | ------------------- | -------- |
| Internazionale Cardenale | 2006- | Ciudad del Vaticano | Libre    |

- Datos: Q11061737